# Viktoriya Pyatachenko
Viktoriya Pyatachenko-Kashcheyeva (née le 7 mai 1989) est une athlète ukrainienne, spécialiste du sprint et du relais.
Elle termine quatrième du 200 m lors des Championnats d'Europe 2012 à Helsinki.
Ses meilleurs résultats sont :
- sur 100 m, 11 s 30 à Albi le 15 août 2012 ;
- sur 200 m, 22 s 68 à Yalta le 6 juin 2013.

Elle porte le record des championnats à 42 s 50 pour le relais 4 × 100 m des Championnats d'Europe par équipe que son équipe, composée également de Nataliya Strohova, de Nataliya Pohrebnyak et de Hrystyna Stuy, remporte à Tcheboksary le 20 juin 2015.
Son club est le Donetska.